# Bredsjön (Köla socken, Värmland)
Bredsjön är en sjö i Eda kommun i Värmland och ingår i Göta älvs huvudavrinningsområde. Sjön har en area på 0,476 kvadratkilometer och ligger 176,1 meter över havet. Sjön avvattnas av vattendraget Lillälven.

## Delavrinningsområde
Bredsjön ingår i det delavrinningsområde (664744-129390) som SMHI kallar för Utloppet av Holmsjön. Medelhöjden är 210 meter över havet och ytan är 10,97 kvadratkilometer. Det finns inga avrinningsområden uppströms utan avrinningsområdet är högsta punkten. Lillälven som avvattnar avrinningsområdet har biflödesordning 3, vilket innebär att vattnet flödar genom totalt 3 vattendrag innan det når havet efter 321 kilometer. Avrinningsområdet består mestadels av skog (85 procent). Avrinningsområdet har 0,64 kvadratkilometer vattenytor vilket ger det en sjöprocent på 5,8 procent.